# 甘特斯夸里
甘特斯夸里（英語：Gantts Quarry）是位於美國阿拉巴馬州塔拉迪加縣的一個鬼鎮。此地已於1990年代荒廢，無人居住。

## 地理
甘特斯夸里的座標為33°08′54″N 86°17′22″W / 33.14833°N 86.28944°W，平均海拔為193米（633英尺）。